# 高塘站
高塘站位于江西省九江市德安县高塘乡，是京九铁路的一座火车站，等级为四等站，距北京西站1359公里，距常平站956公里，本站及相邻上下行区间均为电气化区段。车站建于1991年现只办理货运，不办理客运业务。